# 坂本結愛

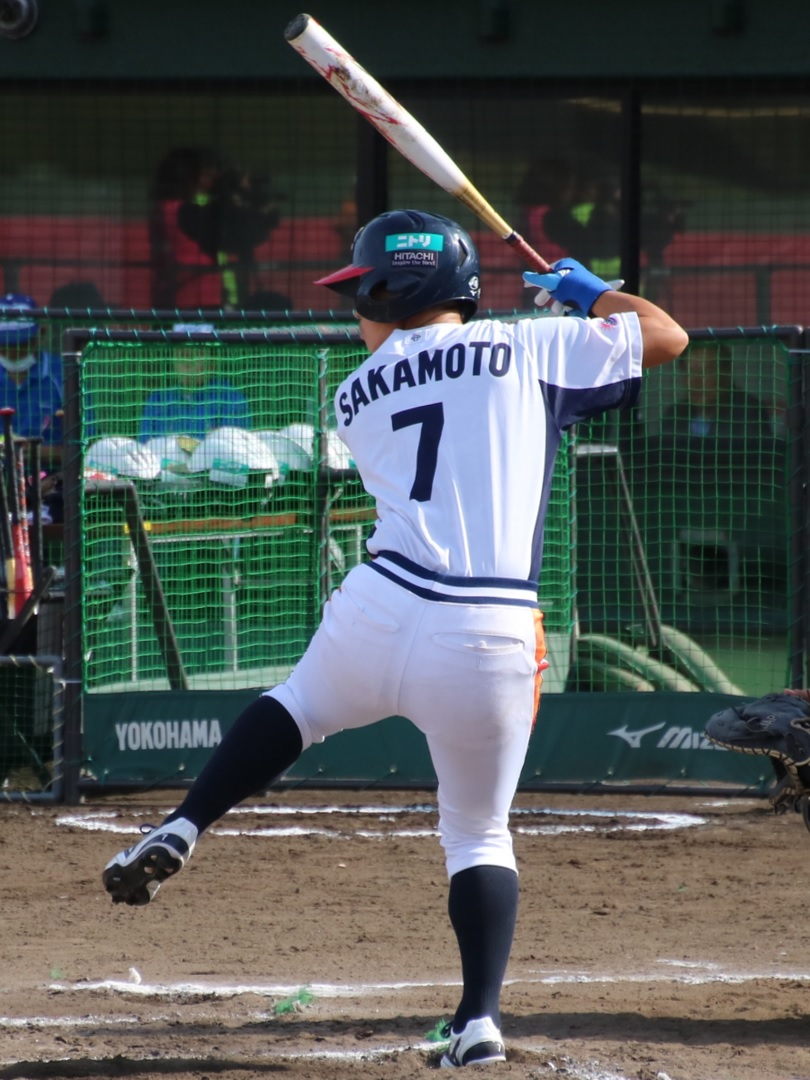
坂本の打撃フォーム (2023年)

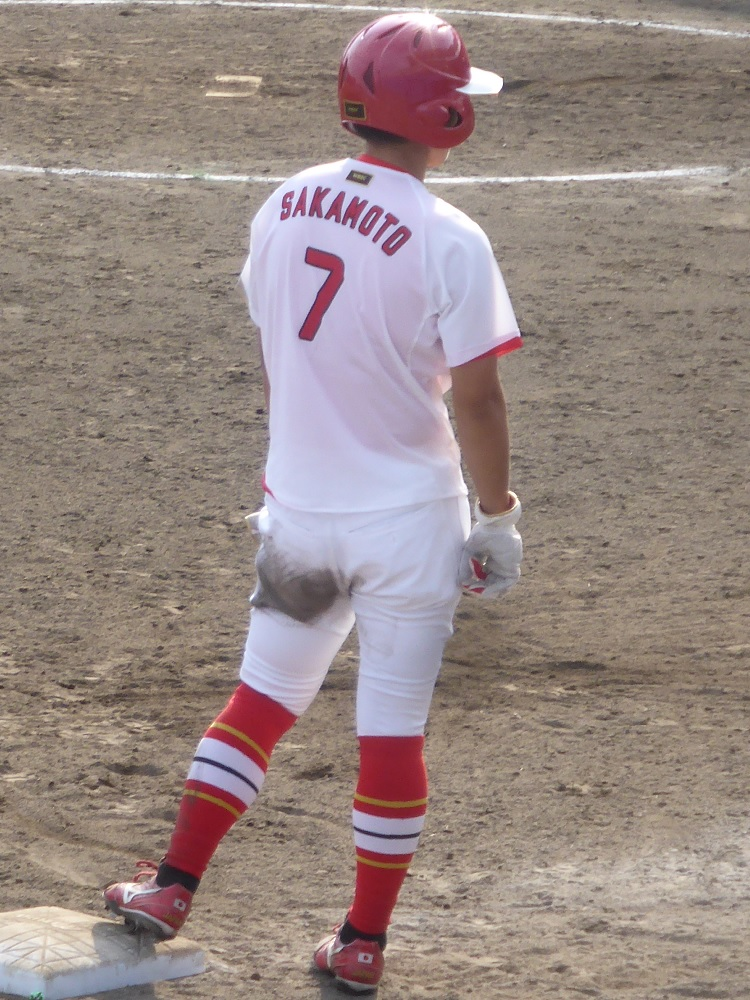
日本代表として (2024年)

坂本 結愛（さかもと ゆい、1996年4月22日 - ）は、神奈川県出身の女子ソフトボール選手（捕手・内野手）。戸田中央メディックス埼玉所属。ソフトボール日本代表。

## 経歴
横浜市立橘中学校1年生の時に本格的にソフトボールを始めた。神奈川県立厚木商業高等学校1年生の時にインターハイ優勝。
高校卒業後、2015年に日本リーグの戸田中央総合病院に入団。2020年まで同チームの正捕手としてプレー。2017年、2019年には日本リーグのベストナイン賞（捕手）を受賞した。
2021年に日立サンディーバに移籍。初年度から内野手のレギュラーとして活躍し、2022年にはJDリーグの最多本塁打賞（11本）とベストナイン（三塁手）を受賞した。
2022年、日本代表に初選出。同年7月にアメリカ合衆国アラバマ州バーミングハムで開催されたワールドゲームズ、翌8月に日本の福島市・横浜市で開催された日米対抗の代表メンバーに選出された。8月8日に横浜スタジアムで行われた日米対抗・第3戦では、試合前のホームラン競争に藤田倭と共に出場した。
2024年、4年ぶりに戸田中央メディックス埼玉に復帰。

## 選手としての特徴
長打力とミート力を兼ね備えたバッティングと強肩を活かした守備を特徴としており、内野手（主にサード）の他に捕手もこなす。2023年2月に野球YouTubeチャンネル『トクサンTV』が日立サンディーバを訪問した際には、フリー打撃ではホームラン性の当たりを連発し、シートノックでは堅実なサード守備を披露した。

## 人物・エピソード
中学生の時から地元・神奈川県の日立でプレーすることを夢見ており、高校時代にセレクションを受けたが落選した経験を持つ。
好きな選手は大谷翔平。ライバル選手としてビックカメラ高崎ビークイーンの工藤環奈の名前をあげている。

## 詳細情報

### 日本リーグ個人表彰
- 2017年 - ベストナイン賞（捕手）
- 2019年 - ベストナイン賞（捕手）

### JDリーグ個人表彰
- 2022年 - [東]最多本塁打賞（11本）、[東]ベストナイン（三塁手）
- 2024年 - [東]最多打点賞（31点）、[東]ベストナイン（捕手）、Most Wow! Player of the Year[注 3]

### 背番号
- 25（2015 - 2020）
- 7（2021 - 2023）
- 8（2024 - ）